# Felka Platek
Felka Platek, née le 3 novembre 1899 à Varsovie et morte en déportation à Auschwitz le 2 août 1944, est une artiste peintre polonaise victime de la Shoah.

## Biographie

### Départ d'Allemagne
Felka (ou Fagda) Platek est née le 3 novembre 1899 à Varsovie . Elle est la fille de Léon Platek et Salomé Strumfeld, tous les deux juifs polonais. En 1924, Felka Platek se rend à Berlin pour étudier la peinture. Elle s'inscrit à l'école Lewin-Funck où elle suit les cours de Ludwig Meidner. C'est là qu'elle rencontre le peintre Felix Nussbaum qui devient son compagnon et qu'elle épouse en 1937 .
En 1932, elle accompagne Felix Nussbaum, boursier de la Villa Massimo, à Rome. Elle y peint des paysages et des marines qui ont été préservés.

### Le séjour en Belgique
Les nazis étant déjà arrivés au pouvoir en Allemagne, il est impossible pour Felix et Felka d'y retourner. Ils vivent brièvement à Paris, puis partent pour la Belgique où ils arrivent en février 1935. Ils s'établissent d'abord à Ostende. Felka Platek y peint des objets du quotidien. Pour gagner sa vie, elle s'essaie à la peinture sur porcelaine sur des tasses, assiettes et vases. Felix Nussbaum se lie d’amitié avec James Ensor qui aide - en vain - le couple à obtenir le statut de réfugié politique. Felix n'obtient que des autorisations de séjours temporaires et n'a pas le droit d’exercer un emploi en Belgique. Le couple vit de la vente occasionnelle de toiles ou autres travaux et du soutien de leurs familles. Felix Nussbaum obtient une carte d'identité d'étranger en 1937 et le couple se marie à Bruxelles afin que Felka Platek puisse également séjourner légalement dans le pays.
Le 10 mai 1940, le jour même de l’invasion de la Belgique par les troupes du Reich, les autorités belges procèdent à l’arrestation de plusieurs milliers de personnes suspectes. Leurs cibles principales sont les 4 000 à 4 500 juifs ayant immigrés récemment et Felix Nussbaum et Felka Platek sont ainsi arrêtés. Felka Platek est relâchée tandis que Felix Nussbaum est transféré en France au camp de Saint-Cyprien. Il réussit à s'évader lors de son transfert vers l'Allemagne et revient à Bruxelles. Lorsque les déportations des juifs commencent en Belgique en 1943, Felix Nussbaum et Felka Platek entrent dans la clandestinité. Ils sont hébergés par le sculpteur Dolf Ledel. Lorsque celui-ci part se réfugier dans les Ardennes, ils regagnent leur logement au 22 rue Archimède dans lequel leur propriétaire arrange une cache au niveau du grenier .

### La déportation
Le 20 juin 1944, Felka Platek et Felix Nussbaum sont arrêtés sur dénonciation et conduits au Cirque Royal. Ils sont emmenés le lendemain au camp de rassemblement de Malines où ils sont inscrits sur la liste de déportation du convoi XXVI, sous les numéros 284 et 285. Ils sont déportés ensemble le 31 juillet 1944 à Auschwitz-Birkenau par le dernier convoi ayant quitté la Belgique,.

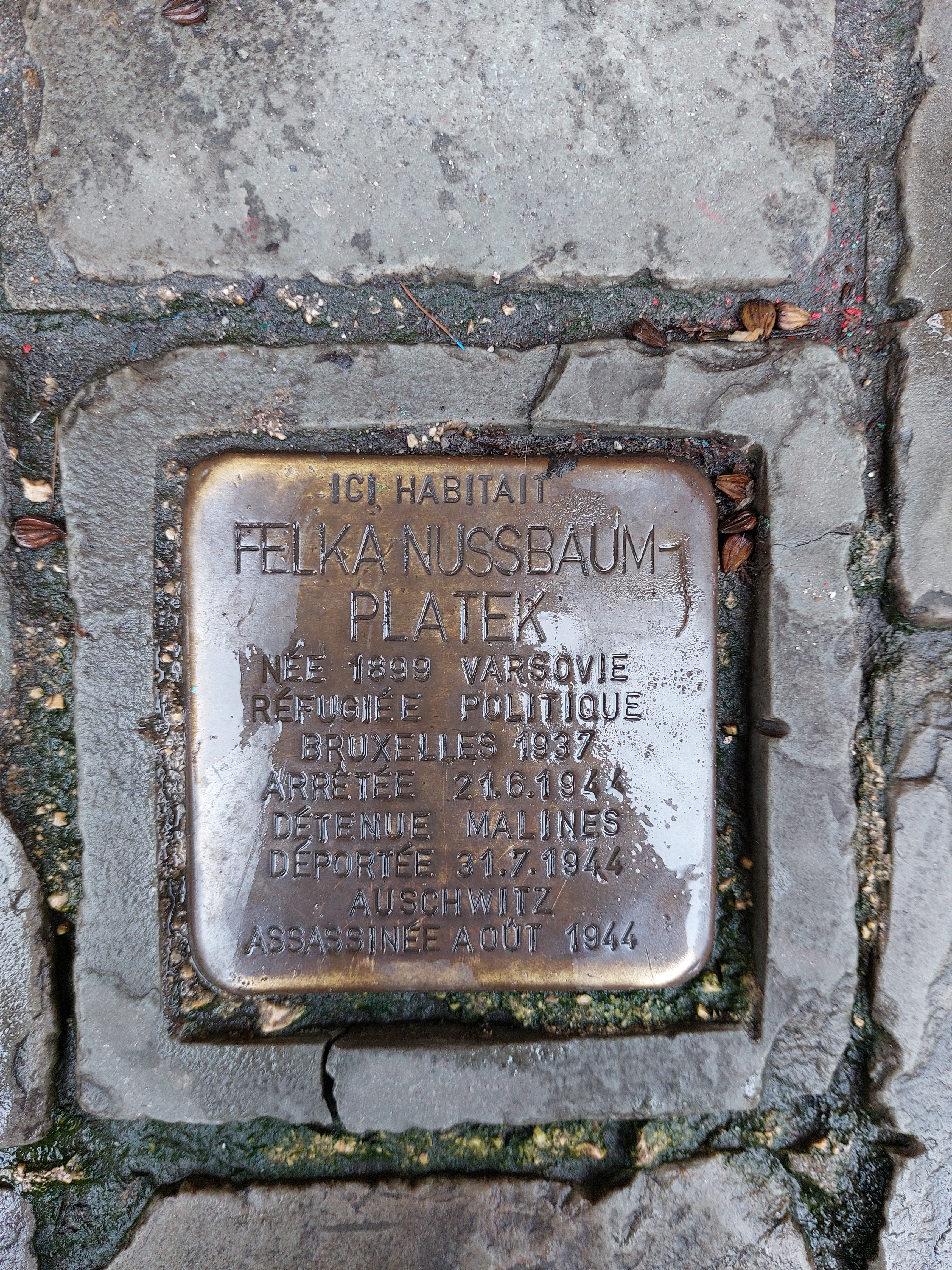
Stolperstein en hommage à Felka Platek, rue Archimède à Bruxelles

Le couple débarque le 2 août sur la Bahnrampe, à l’intérieur du camp de Birkenau. Felka Platek y est assassinée aux alentours du 2 août 1944.

## L'artiste
Felka Platek appartient à une génération de femmes qui ont saisi la liberté offerte par la République de Weimar afin de mener une vie indépendante et se dédier à la création artistique, en brisant les stéréotypes féminins. Mais très vite, le national-socialisme détruit ses espoirs puis mène à sa mort. De nombreux artistes de cette génération sont redécouverts des décennies plus tard, d'autres comme Felka Platek sont encore à redécouvrir. Malheureusement une grande partie de son travail a été détruit en 1932 dans l'incendie, sans doute criminel, de l'atelier de Felix Nussbaum qui était situé dans la rue Xantener à Berlin,.
Parmi ses œuvres : 
- Ein Stillleben mit roten Rosen in einer Glasvase (en français, « Nature morte avec des roses rouges dans un vase en verre » en 1929)
- Selbstbildnis vor offenem Fenster (en français, « Autoportrait devant une fenêtre ouverte » en 1940)

Cette œuvre reste inachevée et témoigne de l'état d'esprit de l'artiste souffrant des effets de l’émigration et de problèmes de santé.
- Bildnis einer jungen Frau (en français, « Portrait d'une jeune femme » en 1927)
- Stillleben mit Schnecken und Makrelen (en français, « Nature morte avec escargots et maquereaux » vers 1935)
- Porträt Frau Etienne (en français, « Portrait de Madame Etienne » en 1940)

Madame Etienne est une voisine de la rue Archimède à Bruxelles. Comme la célèbre Mona Lisa à la pose similaire, elle sourit prudemment et regarde directement le spectateur. Les yeux et la bouche sont légèrement disproportionnés par rapport au visage fin.
- Bildnis des Nicolaas Cornelis Hogenes im Alter von zwei Jahren (en français, « Portrait de Nicolaas Cornelis Hogenes à l'âge de deux ans », en 1942)

Au fil des années, elle se tourne de plus en plus vers les natures mortes et les objets du quotidien. Les dernières natures mortes de 1943 montrent l'inventaire des ménages clairsemés dans la cachette dans des couleurs étonnamment vives[pas clair].
Le musée Felix-Nussbaum-Haus à Osnabrück possède la plus grande collection de son travail avec deux peintures à l'huile et 28 gouaches.

## Héritage et hommages
- Une plaque commémorative est apposée au 23 de la rue Xantener à Berlin, où se trouvait l'atelier détruit par le feu en 1932[8].
- Des pavés de mémoire (Stolpersteine) sont déposés en hommage à Felix Nussbaum et Felka Platek devant leur maison de la rue Archimède à Bruxelles[9].
- Depuis 2012, une rue de la zone de développement « Nördlich Brinkhofweg » dans le quartier Kalkhügel situé à Osnabrück porte son nom[10].
- En 2014, le Comité international d'Auschwitz parraine un programme intitulé « Find Felka! Find Felix! » en souvenir du couple d'artistes Felka Platek-Felix Nussbaum[11].
- Émile Bravo représente et rend hommage à Felka et à Felix dans sa série d'albums Spirou ou l'espoir malgré tout, parus chez Dupuis. Dans ce récit, qui se déroule durant la seconde guerre, Felka et Felix sont alors des amis chers de Spirou[12].

## Expositions
- 2012-2013 : Art en guerre, France 1938-1947, Musée d'art moderne de la ville de Paris[6]
- 2016 : sélection d’œuvres de la collection du musée Felix-Nussbaum-Haus, Osnabrück[7]

## Galerie

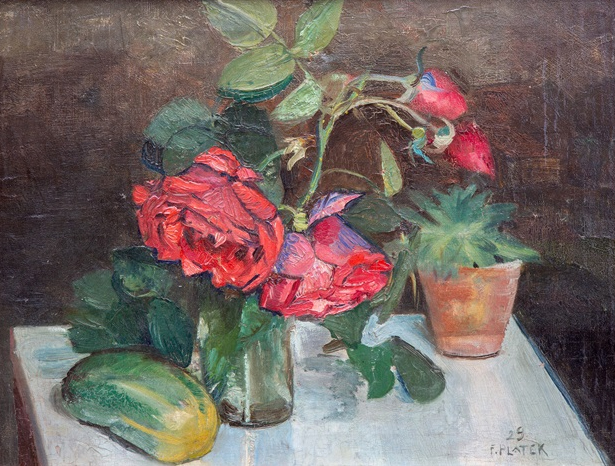
Nature morte avec des roses rouges dans un vase en verre, 1929.
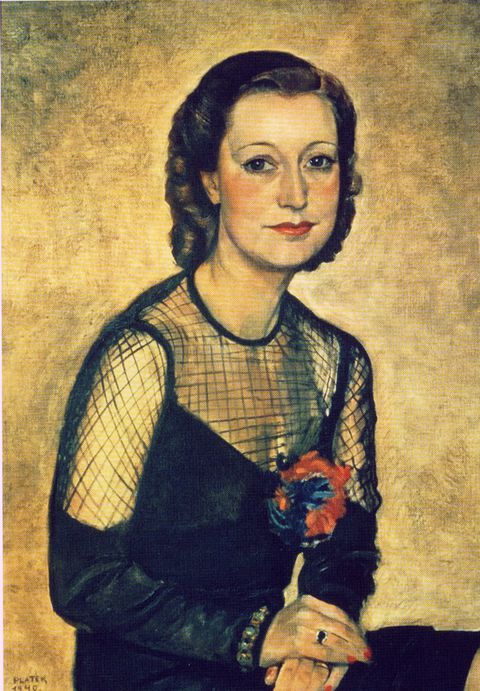
Portrait de Mme Étienne, 1940.